# 高橋宏樹
高橋 宏樹（たかはし ひろき、1979年 - ）は、日本の作曲家。

## 人物・来歴
東京都立北多摩高等学校卒業後、パンスクール・オブ・ミュージック アレンジコンポーズ科にて映像音楽やビッグバンドの作曲法を学び、以後、金管、吹奏楽編成を中心とした作曲及び編曲活動を行う。

## 主な作品

### 作曲 - 吹奏楽
- イギリス民謡による行進曲（2003年度全日本吹奏楽コンクール課題曲）
- ストリート・パフォーマーズ・マーチ（2005年度全日本吹奏楽コンクール課題曲）
- オーディナリー・マーチ（2010年度全日本吹奏楽コンクール課題曲）
- 行進曲「勇気のトビラ」（2014年度全日本吹奏楽コンクール課題曲）
- 行進曲「モーツァルトの時間」（第10回「響宴」参加[1][2]）
- アプリコット・マーチ（杏林大学吹奏楽団委嘱作品）
- グラデュエーション・マーチ
- セカンド・ラック・マーチ（福生市立福生第二中学校吹奏楽部委嘱作品）
- 行進曲「空のうえ」
- プロムナード・マーチ（武蔵村山ウィンドアンサンブル委嘱作品）
- ホップ・ステップ・ギャロップ（バンドジャーナル付録）
- イミテーション・タンゴ（バンドジャーナル付録）
- オリエンタル・ワルツ（バンドジャーナル付録）
- スタッカートラグ（バンドジャーナル付録）
- 未来への想い出（バンドジャーナル付録）
- 吹奏楽のための「3つのインスピレーション」
- 吹奏楽版「文明開化の鐘」
- 吹奏楽版「黒船来航」
- 吹奏楽版「ズーラシアン序曲」
- 序曲「サーリセルカの森」（中部航空音楽隊委嘱作品）
- 角笛の円舞曲-4本のホルンとバンドのための-
- 小組曲「月森の詩」
- 組曲「流星の詩」（前奏曲、歌、舞曲）
- 琉球民謡組曲
- 空想動物組曲
- 海と星と大地の神話
- 三日月の彼方（ら・こんせーる・のくちゅーる委嘱作品）
- グランドパッセンジャー
- プレアデスの光
- セレモニアル・ベルズ
- フレンドシップ・プレリュード
- ファンファーレ、バラードとファンタジア
- ブルグミュラー・セレクション
- サーカスタウン・パレード・マーチ（東京正人吹奏楽団・武蔵村山ウィンドアンサンブル委嘱作品、第12回「響宴」参加[3][2]）
- フィールズ・オーバーチュア
- 吹奏詩「ヤマタノオロチ」
- 七つの湖 -ブルガリア民族音楽による-
- アミューズメント・パーク組曲
- 月の旅人
- KAMUI-MINTARA ～神々の遊ぶ庭～（陸上自衛隊第2音楽隊委嘱作品、第15回「響宴」参加[4][5][2]）
- 大地の詩（第17回「響宴」スクールバンド・プロジェクト委嘱作品[6][2]）
- 20th Anniverture（第20回「響宴」参加[7][2]）
- March"Port Moresby"（パプアニューギニア国音楽隊行進曲の公募最優秀作品）[8]
- A New Singer ～新たなる歌い手

### 作曲 - 金管・木管アンサンブル
- シチリアーナとファンタジア（金管8重奏）
- ズーラシアン序曲（金管5重奏）
- サラバンドとマーチ（金管8重奏）
- 文明開化の鐘（侍ブラス）（金管8重奏）
- 黒船来航（侍ブラス）（金管8重奏）
- 伴天連《BATEREN》（侍ブラス）（金管8重奏）
- 扇の的（侍ブラス）（金管8重奏）
- パヴァーヌとダンス（金管8重奏）
- 流星の詩（管打8重奏）
- トゥーデイズ（バリ・テューバ4重奏）
- 北欧の歌-3つのフィンランド民謡による（バリ・テューバ4重奏）
- ノビルメンテ（バリ・テューバ6重奏）
- グリムの古城（サックス4重奏）
- サックス四重奏のための「3つの小品」（サックス4重奏）
- 祀り 〜サックス四重奏のための〜（サックス4重奏）
- 竹とんぼ（金管8重奏）
- 奥義（金管8重奏）

### 作曲 - 打楽器アンサンブル
- アマンド・ショコラ（打楽器3重奏）
- ノームの森の物語（打楽器4重奏）
- 宝島への地図（打楽器4重奏）
- 3つの花言葉（打楽器4重奏）
- おもちゃ箱のファンタジー（打楽器5重奏）

### 編曲 - 吹奏楽・アンサンブル
- TV Family 〜7つのテレビテーマソング〜
- 沖縄POPSメドレー（ハイサイおじさん・涙そうそう・島人ぬ宝・島唄）
- もしも喜びの歌を…
- 青い山脈
- Ocean
- チキ・チキ・バン・バン
- ユー・レイズ・ミー・アップ
- MIX サンバ
- ああ!青春のFOLK DANCE
- 赤鼻のトナカイ
- イギリス民謡組曲
- ウェディングスイート
- おじゃる丸メドレー
- お化けなんてないさ
- カヴァレリア・ルスティカーナ
- 風の谷のナウシカメドレー
- カントリー・ロード
- グリーンスリーブス
- クリスマスソング
- くるみ割り人形 Selection
- 紅の豚メドレー
- 軍隊行進曲
- ゲド戦記テルーの唄
- 荒野の七人
- ザ・TVバラエティー
- ザ・日本民謡セレクション
- ザ・ベンチャーズメドレー
- シネマノスタルジィ
- 白雪姫セレクション
- ジングルベル
- 人生のメリーゴーランド
- 青春アミーゴ
- 星条旗よ永遠なれ
- 千と千尋の神隠しメドレー
- 早春賦
- 卒業メロディアルバム
- そりすべり
- 太陽がくれた季節
- 天空の城ラピュタメドレー
- となりのトトロメドレー
- 涙そうそう
- 76本のトロンボーン
- 熱狂サッカー
- ハウルの動く城メドレー
- ハンガリー舞曲第五番
- 秀吉
- フニクリ・フニクラ
- 星に願いを
- ぼくはくま
- マーチング・マーチ
- 魔女の宅急便メドレー
- 昔話三太郎メドレー
- MEGAHIT童謡メドレー
- 木星 〜組曲「惑星」より〜
- もののけ姫メドレー
- ゆうがたクインテット
- ルスランとリュドミラ序曲
- WAになっておどろう
- ワンピースメドレー
- NSBスペシャル「君の名は。」メドレー
- 喜歌劇「天文学者」ハイライト

### その他
- 音感ある人ほど歌えなくなるソルフェージュ
- ユーフォ･フォーユー（ユーフォニアム独奏）

### ディスコグラフィー

#### アルバム
- 『サーカスタウン・パレード・マーチ～高橋宏樹の世界～』
  - V.A（フィルハーモニック・ウインズ大阪 指揮:木村吉宏 他）
  - 2016年04月15日発売（ブレーン）- CDアルバム
- 高橋宏樹マーチ作品集『行進曲「金曜日のカレー」』
  - 海上自衛隊東京音楽隊 指揮:樋口好雄
  - 2020年5月13日 発売（ワコーレコード）- CDアルバム